# Música campesina
Música campesina (en inglés, Country Music) es una película de 2011, dirigida por el director chileno Alberto Fuguet y grabada en la ciudad estadounidense de Nashville, Tennessee, entre el 25 de marzo y el 1 de abril de 2010.
La película es protagonizada por el actor chileno Pablo Cerda, quien ya había protagonizado la película de Fuguet Velódromo (2010).

## Argumento
Alejandro Tazo (Pablo Cerda) es un músico que, siguiendo a su amor, llega a la ciudad country de Nashville, Estados Unidos, en donde ser un fanático de Johnny Cash no es nada especial. Tazo debe luchar contra el estatismo y la alienación de encontrarse en un lugar que no es el suyo, y que lo agota de diferentes maneras.

## Reparto
| Actor                       | Personaje                           |
| --------------------------- | ----------------------------------- |
| Pablo Cerda                 | Alejandro Tazo                      |
| James Cathcart              | James                               |
| Ezra Fitz                   | Tiburón del salón de billar         |
| Lori Harrington             | Mesera en Wendell                   |
| Todd Hughes                 | Administrador de limpieza del hotel |
| Cole Kinnear                | Cole                                |
| Elle Long                   | Elle                                |
| Cindy McCain                | Chica del té helado                 |
| Dean Mengaziol              | Camionero del motel                 |
| Jeffrey Novak               | Jeffrey                             |
| Karin Davidovich Whitehouse | Mendelzohn                          |

## Rodaje y producción
La película fue producida por Cinépata y se filmó íntegramente en Nashville, Estados Unidos, en sólo 6 días.
Posteriormente se estrenó en el Festival Internacional de Cine de Valdivia el 14 de octubre de 2011 y luego en cines el 27 de octubre del mismo año.

## Premios

### Festival Internacional de Cine de Valdivia
| Año  | Competencia          | Premio           | Resultado |
| ---- | -------------------- | ---------------- | --------- |
| 2011 | Largometraje Chileno | Mejor Película   | Ganadora  |
| 2011 | Otros premios        | Premio Moviecity | Ganadora  |